# Anna Filosofova
Anna Pavlovna Filosofova, geboren Anna Pavlovna Djagileva, (Sint-Petersburg, 5 april 1837 – aldaar, 17 maart 1912) was een Russische feminist uit de negentiende en begin twintigste eeuw.

## Biografie

### Vroege jaren
Anna Pavlovna Djagileva werd in een rijke adellijke familie geboren. Ze was het oudste kind van Pavel Dmitriëvitsj Djagilev, een hoge ambtenaar op het Ministerie van Financiën, en Anna Ivanovna. Anna verkreeg haar scholing thuis en op achttienjarige leeftijd huwde ze in 1855 met Vladimir Dmitriëvitsj Filosofov, een machtige ambtenaar bij het Ministerie van Oorlog. Uit haar huwelijk met Filosofov kreeg zes kinderen: drie jongens en drie meisjes.
De familie van haar echtgenoot behoorde tot de landadel die leefden van het werk van hun lijfeigenen. Haar schoonvader stond er ook om bekend om de boerenvrouwen seksueel uit te buiten. Toen Filosofova met deze leefstijl in aanraking kwam begon ze hierop te reflecteren, want haar eigen familie had geen lijfeigenen in dienst gehad. Ze droeg er vervolgens zorg voor dat de arme lijfeigenen voldoende voedsel en medicijnen kregen.

### Vrouwenemancipatie
De emancipatie van de lijfeigenen in 1861 was een belangrijk keerpunt in haar leven, net zoals haar ontmoeting met Maria Trubnikova die haar boeken te lezen gaf over het "vrouwenvraagstuk". Zij richtten samen met Nadezhda Stasova (dit drietal stond ook wel bekend als een triumviraat) een filantropisch gezelschap op in Sint-Petersburg die goedkope huizen en arbeid aanbood voor de armen. Het triumviraat richtte ook enkele andere organisaties op, maar het ambitieuste initiatief van hen waren de plannen voor vrouweneducatie. Stasova en Filosofova spanden zich in om ervoor te zorgen dat vrouwen colleges konden bijwonen aan de Staatsuniversiteit van Sint-Petersburg. Ze boden hierover ook een petitie aan bij tsaar Alexander II van Rusland.
Deze plannen stoten op veel weerstand en ondanks het verzoek om de universiteiten voor vrouwen open te stellen kwam minister Dmitri Tolstoj met de toezegging dat vrouwen openlijk colleges op de universiteit konden bijwonen. In 1875 sloot het ministerie weer deze colleges, omdat het de vrouwen zou aanzetten tot revolutionaire ideeën. Een jaar later kreeg Filosofova om permissie te krijgen een universiteit voor vrouwen op te richten, de zogenaamde Bestoezjev Cursussen.
In 1879 kwam de tsaristische politie tot de ontdekking dat Filosofova geld verzamelde voor revolutionaire organisaties en dit leidde tot haar verbanning uit Rusland. Ze mocht pas in 1881 terugkeren. In dat jaar werd Alexander II vermoord schiep een sterk antirevolutionair klimaat in Rusland en kreeg ze weinig steun voor haar plannen. Pas eind jaren 1880, begin jaren 1890 keerde ze weer terug in het publieke leven. Zo begon ze hulp te verlenen aan verhongerende mensen in de regio van de Wolga.

### Revolutie van 1905

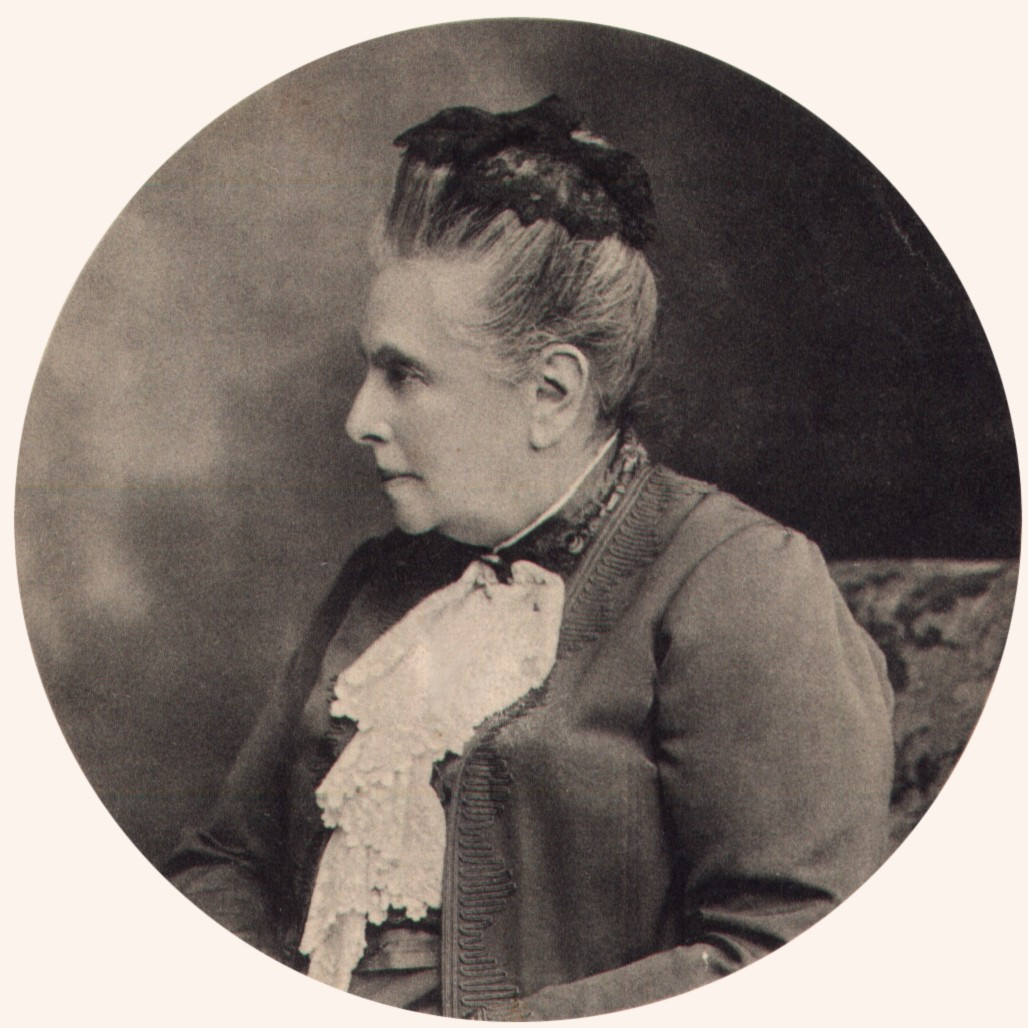
Filosofova op latere leeftijd

Filosofova nam ook deel aan de Revolutie van 1905 en maakte zich sterk voor het organiseren van de allereerste Alle Russische Vrouwen Congres. Deze zou ook in 1908 voor het allereerst plaatsvinden. De ultraconservatieve politicus Vladimir Poerisjkevitsj stuurde naar aanleiding van dit congres brieven onder meer naar Filosofova waarin hij het congres vergeleek met een bijeenkomst van hoeren. Filosofova liet de brief publiceerden en wist hem succesvol aan te klagen waarbij Poerisjkevitsj een maand celstraf kreeg.

### Laatste jaren
Vanaf 1905 raakte Filosofova ook steeds meer geïnteresseerd in theosofie en richtte ze in 1908 het Russische Theosofische Genootschap op. In 1911 was ze vijftig jaar publiek actief en dit leidde ertoe dat een honderdtal vrouwenorganisaties van over heel Rusland speeches voor haar hielden. Ook werd ze geëerd door leden van de Doema in het Mariinskipaleis. Indertijd was ze uitgegroeid tot een levende legende en was ze een symbool voor het feminisme in Rusland. Na haar overlijden op 75-jarige leeftijd werd haar begrafenis door duizenden bijgewoond.